# スピードメタル
スピードメタル(Speed Metal)は、1970年代後半に成立したヘヴィメタルのサブジャンルの一つ。NWOBHMやパンク・ロックから影響を受けた、超高速で荒々しく、かつ高度な技術が要求される音楽。

## 概要
モーターヘッドはスピードメタルをはじめてプレイしたバンドだといわれている。初期のスピードメタルが影響を受けたものの中にはブラックサバスのChildren of the Grave、ディープ・パープルのFireball、Highway Star、クイーンのStone Cold Crazy(後にメタリカがカバーしている)などがある。アンヴィルのRobb Reinerは、Highway Starのことを初期のスピードメタルだと評している。
スピードメタルは、やがてスラッシュメタルへと発展していくことになる。多くの人がこの二つのジャンルを同一視する一方で、二つのジャンルには大きな差異があるとする人もいる。Ian  Christeは、その著書で 「...スラッシュメタルには長くて息の詰まるようなブレイクがもっとありますが、スピードメタルは…音像はすっきりしている一方で、もっと音楽的定義の難しいサブジャンルです。つまり、依然として正統派ヘヴィメタルの戦闘のようなメロディに忠実なスタイルなのです。」と述べている。

## 地域による違い
ヨーロッパではヴェノムやモーターヘッドに影響されたサウンドのバンドが多い。日本のバンドはパワーメタルに近い、メロディアスなバンドが大多数である。北アメリカのシーンに多い、早く激しいサウンドは、スラッシュメタルに影響を与えた。

## 主なバンド一覧
- モーターヘッド
- ジューダス・プリースト
- ヴェノム
- レイヴン
- アトムクラフト
- アヴェンジャー
- スレイヤー
- アンスラックス
- エージェント・スティール
- アンヴィル
- エキサイター
- アナイアレイター
- アクセプト
- ハロウィン
- ランニング・ワイルド
- SEX MACHINEGUNS